# Šmarje pri Jelšah
Šmarje pri Jelšah (in tedesco Sankt Marein bei Erlachstein) è un comune di 9 908 abitanti della Slovenia orientale.